# Бабичева, Елена Александровна
Елена Александровна Бабичева (Жиляева) (род. 29 апреля 2001 года, Брянск) — российский боксёр. Серебряный призёр чемпионата Европы 2024 года, бронзовый призёр чемпионата мира 2025 года. Чемпионка России (2024 года), двукратный бронзовый призёр чемпионатов России (2021, 2022), чемпионка молодёжного чемпионата Европы 2023 года. Мастер спорта России международного класса (2024).

## Карьера
Елена Бабичева, в девичестве Жиляева, родилась 29 апреля 2001 года в городе Брянске. Сначала занималась лёгкой атлетикой, затем выбрала бокс. Воспитанница МБУ ДО СШОР «Олимп», тренировалась у Геннадия Шилина и Сергея Акимченкова.
В 2021 году на чемпионат России в Челябинске завоевала бронзовую медаль в весовой категории до 63 кг.
В 2022 году стала вновь обладателем бронзовой медали чемпионата Росси, который состоялся в Краснодаре, в категории до 63 кг.
В 2023 году в составе молодёжной сборной России приняла участие в Чемпионате Европы. В финальном поединке в весовой категории до 63 кг Елена одержала уверенную победу со счетом 5:0 над Гайл Дьяконо из Мальты и стала обладательницей золотой медали.
В 2024 году в составе сборной России приняла участие в чемпионате Европы, который состоялся в Белграде. В весовой категории до 63 кг завоевала серебряную медаль, уступив в финале Кристине Кулуховой. 
В 2024 году в Серпухове на чемпионате России по боксу стала чемпионкой страны в категории до 63 кг. В финале победила спортсменку из Краснодарского края Алину Пушкарь.
Решением тренерского штаба в марте 2025 года была включена в состав сборной России для участия в чемпионате мира, который состоится в Сербии с 8 по 17 марта. Уступила в полуфинале весовой категории до 63 кг спортсменке из Казахстана Аиде Абикеевой, завоевав бронзовую медаль турнира. 
Приказом министра спорта РФ № 105-нг от 31 августа 2021 года Елене присвоено спортивное звание «Мастер спорта России».

## Достижения
- Бронзовый призёр чемпионата мира 2025 года;
- Чемпионка России 2024 года;
- Серебряный призёр чемпионата Европы 2024 года;
- Бронзовый призёр чемпионата России 2022 года;
- Бронзовый призёр чемпионата России 2021 года;
- Чемпионка Европы среди молодёжи 2023 года.